# Pronunciament
Un pronunciament és una forma de rebel·lió militar o cop d'estat, peculiar d'Espanya i el món hispanoparlant (conegut com a pronunciamiento), característic del segle xix. També existeix aquest concepte al món lusòfon amb la forma pronunciamento.

## Concepte

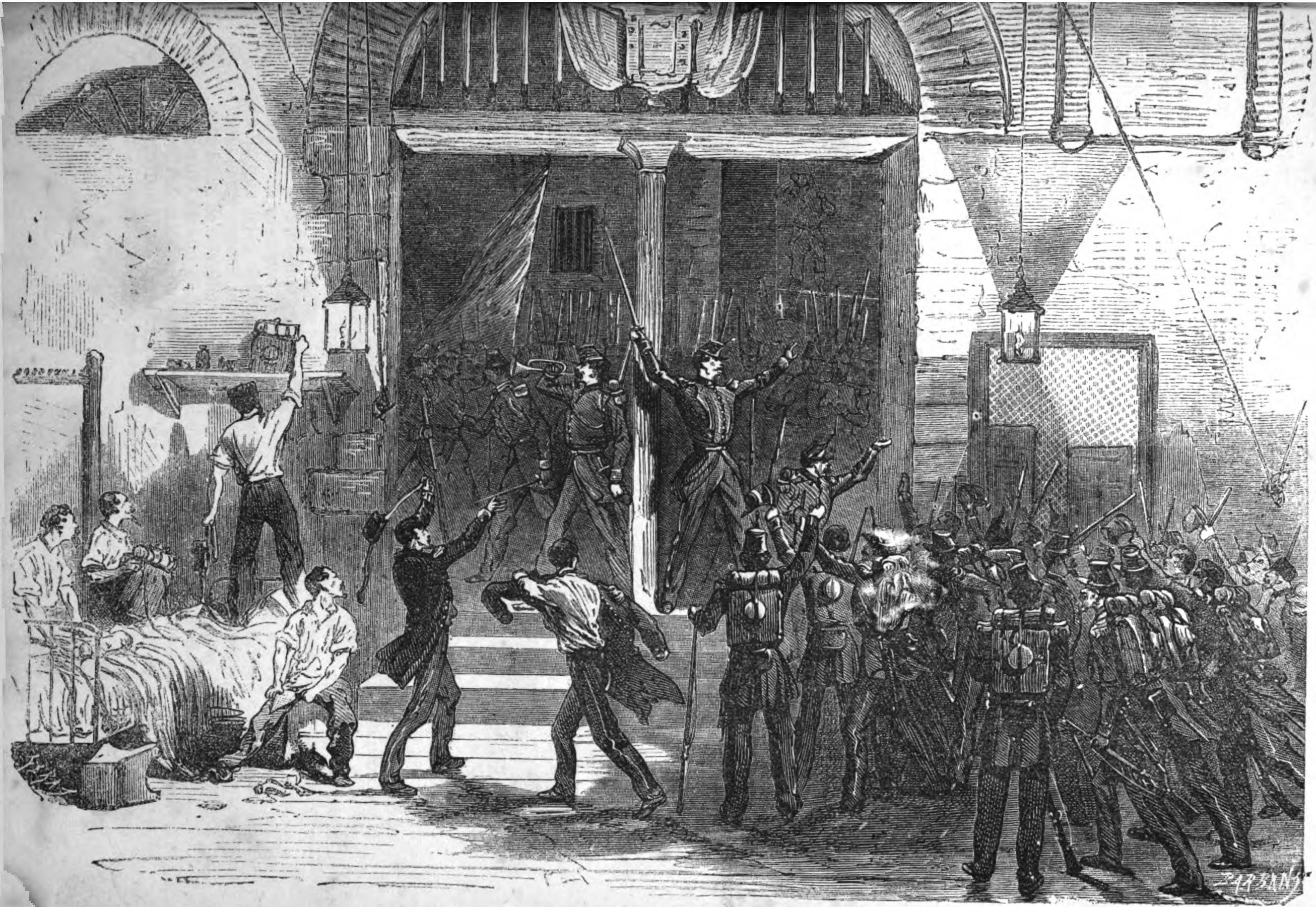
Pronunciament a Lisboa.

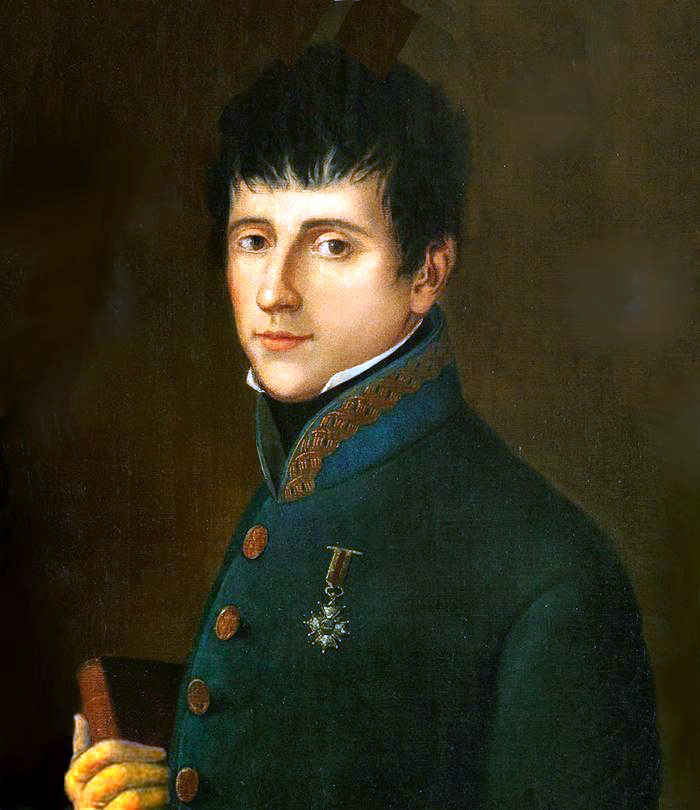
Rafael del Riego.

Es considera que en un cop d'estat convencional, una facció rebel que controla alguns elements de les forces armades pren el control de l'Estat mitjançant un moviment sobtat, organitzat i executat furtivament. En canvi, en un pronunciament, un grup d'oficials militars declara públicament la seva oposició al govern de torn (és a dir, el cap de govern i el seu gabinet, que poden ser civils electes legalment o bé el resultat d'un cop d'estat anterior). Els rebels esperen llavors que la resta de les forces armades es declarin a favor o en contra del govern de torn. En general, un pronunciament està precedit per un període de preparació, durant el qual els rebels sondegen quants oficials comparteixen els seus punts de vista i estan disposats a acompanyar-los No hi ha lluita armada; si la rebel·lió manca de suport, els organitzadors perden, i hauran d'abandonar el país, retirar-se de les forces armades o sofrir arrest. Però si la major part de les forces armades es declaren a favor del pronunciament, llavors el govern de torn renuncia. Hi ha qui veuen una similitud amb una moció de censura, amb la diferència que són les forces armades les qui l'emeten, en lloc dels legisladors.

## Exemples
Un pronunciament destacat va ser el realitzat pel tinent coronel Rafael Riego l'1 de gener de 1820 contra el rei Ferran VII.
Un altre pronunciament reeixit va ser la rebel·lió de setembre de 1868 contra la reina Isabel II d'Espanya, dirigit pels generals Prim i Serrano.
Un altre pronunciament important va ser la rebel·lió del general José Sanjurjo contra la Segona República Espanyola en 1932, conegut com "la Sanjurjada", encara que va ser fallit i va implicar l'exili del seu líder. Tanmateix, el cop d'estat del 18 de juliol de 1936 que originà la Guerra Civil espanyola no es va iniciar per mitjà del pronunciament típic. Hugh Thomas escriu en el seu text de referència sobre la Guerra Civil Espanyola que, els plans de Mola es van aclarir en una circular a l'abril. L'aixecament planejat no seria un pronunciament a l'estil tradicional. Les dues branques del complot, una civil i l'altra militar, es van establir a totes les províncies d'Espanya.
A Mèxic, on aquestes declaracions solien ser molt detallades, formals i publicades com a textos escrits, rebien el nom de "plans", com el pla d'Iguala de 1821 que va originar la independència del país.
Pel que fa a França, en comentar el putsch d'Alger de 1961 el general Charles de Gaulle va titllar l'esdeveniment de "pronunciament militar" en la seva declaració televisada del 23 d'abril de 1961.

## Pronunciaments en la història d'Espanya

### Regnat deFerran VII(1814-1833)
| Any  | Pronunciament                                  | Grau                | Lloc                | Tipus de pronunciament | Pertinença política      | Resultat                                     |
| ---- | ---------------------------------------------- | ------------------- | ------------------- | ---------------------- | ------------------------ | -------------------------------------------- |
| 1814 | Francisco Javier de Elío                       | Capità General      | València            | pressió no violenta    | absolutista              | Èxit                                         |
| 1814 | Espoz y Mina                                   | Mariscal de camp    | Pamplona            | clàssic                | liberal                  | Fracassat, fugí a França                     |
| 1815 | Juan Díaz Porlier                              | General             | Galícia             | clàssic                | liberal                  | Fracassat, fou penjat                        |
| 1816 | Ramón Vicente Richart Conspiració del triangle | Comissari de guerra | Madrid              | segrest del Rei        | liberal                  | Fracassat, fou afusellat                     |
| 1817 | Luis de Lacy y Gautier                         | Tinent General      | Caldes d'Estrac     | clàssic                | liberal                  | Fracassat, fou afusellat                     |
| 1819 | Joaquín Vidal                                  | Coronel             | València            | clàssic                | Reposar al tro Carles IV | Fracassat, 15 homes penjats                  |
| 1820 | Rafael del Riego                               | Tinent Coronel      | Cabezas de San Juan | clàssic                | liberal                  | Èxit, comença el període liberal (1820-1823) |
| 1822 | Luis Fernández de Córdova                      | Oficial             | Madrid              | clàssic                | absolutista              | Fracassat                                    |
| 1824 | Joaquín Capapé Comella                         | General de Brigada  | Saragossa           | clàssic                | absolutista              | Fracassat, fou absolt                        |
| 1824 | Francisco Valdés                               | Coronel             | Tarifa              | desembarcament         | liberal                  | Fracassat                                    |
| 1825 | Georges Bessières                              | Mariscal            | Getafe              | clàssic                | absolutista              | Fracassat, afusellat amb 8 oficials          |
| 1826 | Antonio i Juan Fernández Bazán                 | Oficials            | Alacant             | Desembarcament         | liberal                  | Fracassat, foren penjats                     |
| 1830 | Espoz y Mina                                   | Mariscal de camp    | Pirineus            | invasió                | liberal                  | Fracassat, retornà a França                  |
| 1831 | José María Torrijos                            | General             | Màlaga              | desembarcament         | liberal                  | Fracassat, 32 afusellats                     |

### Regència deMaria Cristina(1834-1840)
| Any  | Pronunciament               | Grau           | Lloc                        | Tipus de pronunciament | Pertinença política | Resultat                     |
| ---- | --------------------------- | -------------- | --------------------------- | ---------------------- | ------------------- | ---------------------------- |
| 1834 | Manuel Llauder              | Capità General | Barcelona                   | pressió no violenta    | liberal moderat     | Fracassat                    |
| 1834 | Vicente Genaro de Quesada   | Capità General | Madrid                      | pressió no violenta    | liberal moderat     | Èxit, Estatut Reial de 1834  |
| 1835 | Cayetano Cardero de la Vega | Oficial        | Madrid                      | clàssic                | liberal             | Èxit, sense resultat polític |
| 1835 | Vicente Genaro de Quesada   | Capità General | Madrid                      | no tradicional         | liberal             | Èxit, Ministeri Mendizábal   |
| 1836 | García, Gómez i Lucas       | Sargents       | La Granja de San Ildelfonso | motí de sargents       | liberal             | Èxit, Constitució de 1837    |
| 1836 | Antonio Boil                | Comandant      | València                    | clàssic                | liberal             | Fracassat                    |
| 1838 | Luis Fernández de Córdova   | General        | Sevilla                     | no tradicional         | d'ideologia confusa | Fracassat, fugí a França     |

### Regència del generalEspartero(1840-1843)
| Any  | Pronunciament                                                                                                | Grau     | Lloc               | Tipus de pronunciament | Pertinença política    | Resultat                                  |
| ---- | --- | -------- | ------------------ | ---------------------- | ---------------------- | ----------------------------------------- |
| 1841 | Leopoldo O'Donnell, Diego de León y Navarrete, Manuel de la Concha, Manuel Montes de Oca, Dámaso Fulgosio... | Generals | Madrid i Saragossa | clàssic                | moderats               | Fracassat, 200 afusellats i 5 generals    |
| 1843 | Prim i Narváez                                                                                               | Generals | Reus i València    | clàssic                | moderat i progressista | Èxit, Isabel II és declarada major d'edat |

### Regnat d'Isabel II(1843-1868)
| Any  | Pronunciament                    | Grau                | Lloc                | Tipus de pronunciament | Pertinença política       | Resultat                                                          |
| ---- | -------------------------------- | ------------------- | ------------------- | ---------------------- | ------------------------- | ----------------------------------------------------------------- |
| 1844 | Pantaleón Boné                   | Oficial             | Alacant i Cartagena | clàssic                | progressista              | Fracassat, 24 afusellats                                          |
| 1844 | Autors diversos                  | Diversos graus      | Maestrat            | clàssic                | carlista                  | Fracassat                                                         |
| 1844 | Martín Zurbano                   | General             | Navarra             | clàssic                | liberal                   | Fracassat, amb els seus dos fills                                 |
| 1846 | Miguel Solís Cuetos              | Comandant           | Lugo                | clàssic                | progressista              | Fracassat, 12 oficials afusellats                                 |
| 1848 | Manuel Buceta del Villar         | General             | Madrid              | clàssic                | progressista              | Fracassat, alguns afusellaments. Mort del capità general Fulgosio |
| 1854 | José de Hore                     | General de Brigada  | Saragossa           | clàssic                | progressista              | Fracassat, va morir combatent                                     |
| 1854 | Leopoldo O'Donnell i Dulce       | Generals            | Vicálvaro           | clàssic                | moderat i progressista    | Èxit, Ministeri d'Espartero                                       |
| 1860 | Jaime Ortega y Olleta            | Capità General      | Illes Balears       | clàssic                | carlista                  | Fracassat, fou afusellat                                          |
| 1860 | Sixto Cámara                     | Cap de milícies     | Diversos llocs      | clàssic                | republicà                 | Fracassat                                                         |
| 1866 | Revolta de Villarejo de Salvanés | Graus diversos      | Voltants de Madrid  | clàssic                | contra la reina Isabel II | Fracassat                                                         |
| 1866 | Baltasar Hidalgo de Quintana     | Capità              | Caserna de San Gil  | motí de sergents       | contra la reina Isabel II | Fracassat, 66 insurgents afusellats                               |
| 1867 | Domingo Moriones Murillo         | Coronel             | Madrid              | clàssic                | contra la reina Isabel II | Fracassat                                                         |
| 1868 | Serrano, Prím i Topete           | Generals i Almirall | Cadis i Còrdova     | clàssic                | contra la reina Isabel II | Èxit, caiguda de la Monarquia                                     |

### Primera República(1873-1874)
| Any  | Pronunciament                 | Grau               | Lloc             | Tipus de pronunciament | Pertinença política | Resultat                          |
| ---- | ----------------------------- | ------------------ | ---------------- | ---------------------- | ------------------- | --------------------------------- |
| 1873 | Regiments                     | Oficials artillers | Diversos indrets | motí                   | conservador         | Dissolució de l'Exèrcit           |
| 1873 | Dos Oficials                  | Diversos graus     | Llocs diversos   | motí                   | corporatiu          | Èxit, llei sobre la pena de mort  |
| 1874 | Manuel Pavía                  | General            | Madrid           | assalt a les Corts     | Antirepublicà       | Èxit, fi de la 1a República       |
| 1874 | Arsenio Martínez-Campos Antón | General            | Sagunt           | clàssic                | monàrquic           | Èxit, restauració de la Monarquia |

### Restauració(1875-1930)
| Any  | Pronunciament                         | Grau                | Lloc                    | Tipus de pronunciament                    | Pertinença política     | Resultat                                      |
| ---- | ------------------------------------- | ------------------- | ----------------------- | ----------------------------------------- | ----------------------- | --------------------------------------------- |
| 1883 | Serafín Asensio-Vega y Muñoz          | Tinent General      | Badajoz                 | clàssic                                   | republicà               | Fracassat, fugí a Portugal                    |
| 1884 | Ramón Ferrandiz de la Plaza           | Comandant           | Santa Coloma de Farners | clàssic                                   | republicà               | Fracassat, afusellament dels seus caps        |
| 1885 | Carlos Casero Ruiz                    | Sergent             | Cartagena               | clàssic                                   | republicà               | Fracassat, fugí a Orà                         |
| 1886 | Manuel Villacampa del Castillo        | General de Brigada  | Madrid                  | clàssic                                   | republicà               | Fracassat, cadena perpètua                    |
| 1923 | Miguel Primo de Rivera                | Capità General      | Barcelona               | habitualment qualificat com a cop d'estat | A favor d'una dictadura | Èxit, comença la Dictadura de Primo de Rivera |
| 1926 | Segundo García García                 | Coronel             | València                | clàssic                                   | constitucionalista      | Fracassat, 8 anys de presó                    |
| 1929 | Regiments artillers                   | Diversos            | Segòvia                 | motí                                      | complex                 | Dissolució de l'Exèrcit                       |
| 1929 | José Sánchez Guerra y Martínez        | Ex-ministre         | València                | motí                                      | constitucionalista      | Fracassat                                     |
| 1930 | Fermín Galán i Ángel García Hernández | Capitans            | Jaca                    | clàssic                                   | prorepublicà            | Fracassat, foren afusellats                   |
| 1930 | Queipo i Ramón Franco                 | General i Comandant | Cuatro Vientos          | clàssic                                   | prorepublicà            | Fracassat, fugiren a Portugal                 |